# 宜蘭縣史館
宜蘭縣史館是臺灣宜蘭縣的史料館，隸屬宜蘭縣政府文化局。是臺灣第一座為編纂地方史志、蒐藏史料、推廣歷史而成立的縣級史政機關。

## 簡介

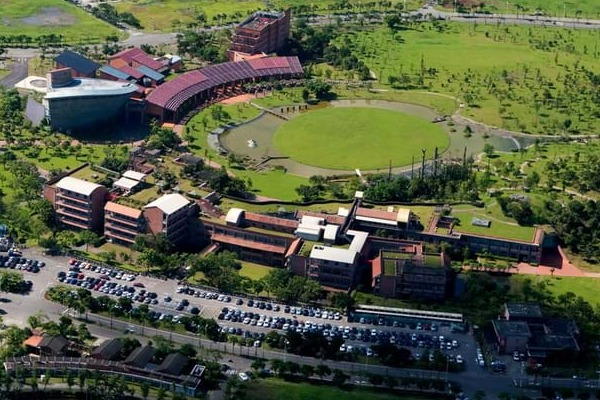
宜蘭縣縣政中心，縣史館位於縣政府大樓右側，後方建築為縣議會

宜蘭縣史館由以「文化立縣」為理念的時任宜蘭縣縣長的游錫堃推動，1990年8月成立文獻小組為其前身，1992年元旦成立籌備處，位於宜蘭縣立文化中心三樓。1993年10月16日開館，成為全國第一個地方史料館。2001年遷往縣政中心的新館，新館設計為半球形建築物外觀有如假山，鄰接宜蘭縣政府大樓。2004年，宜蘭縣史館法制化，成為宜蘭縣政府文化局的附屬機關。

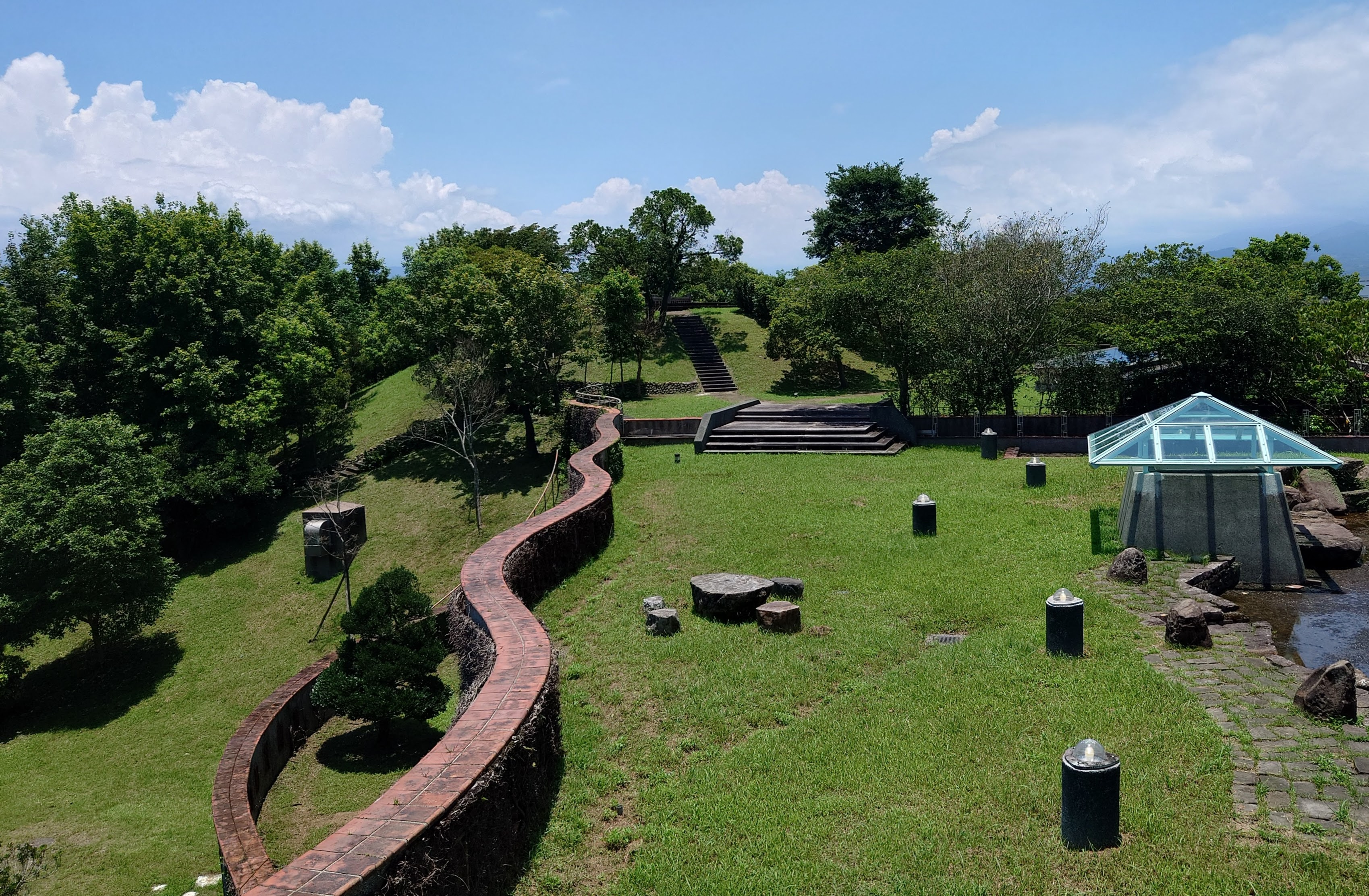
縣政中心新館形似山丘並與縣政府大樓相連

宜蘭縣史館成立後，很快引起台灣史學界的重視，國史館館長張炎憲稱宜蘭縣史館是臺灣歷史文化重建的新標竿，也是台灣本土文化重建過程中，極富啟發性、開創性和前瞻性的創舉。各地方政府先後派員參觀，全國各縣市紛紛成立文史機構與博物館，省府也連番響應，1995年8月9日省長宋楚瑜正式函省府各廳、處、室、團及各縣市政府，以加強政府機關文獻史料、文物蒐集典存，表彰歷史之傳承，要求各機關，以任務編組方式，成立機關史館（室）。
宜蘭縣史館的創立，先於各縣市成為全國典範，造成全台重視鄉土史料風潮，其影響日益深遠，不止是在宜蘭縣史上的意義，也不單在政治上強調台灣鄉土史，來對抗中央的中原史觀，更重要的是，它如火車頭、如發電機般，帶引、形塑新的文化風潮，化為一波波由鄉土史觀出發的文化政策及活動。

## 展覽活動與任務計畫

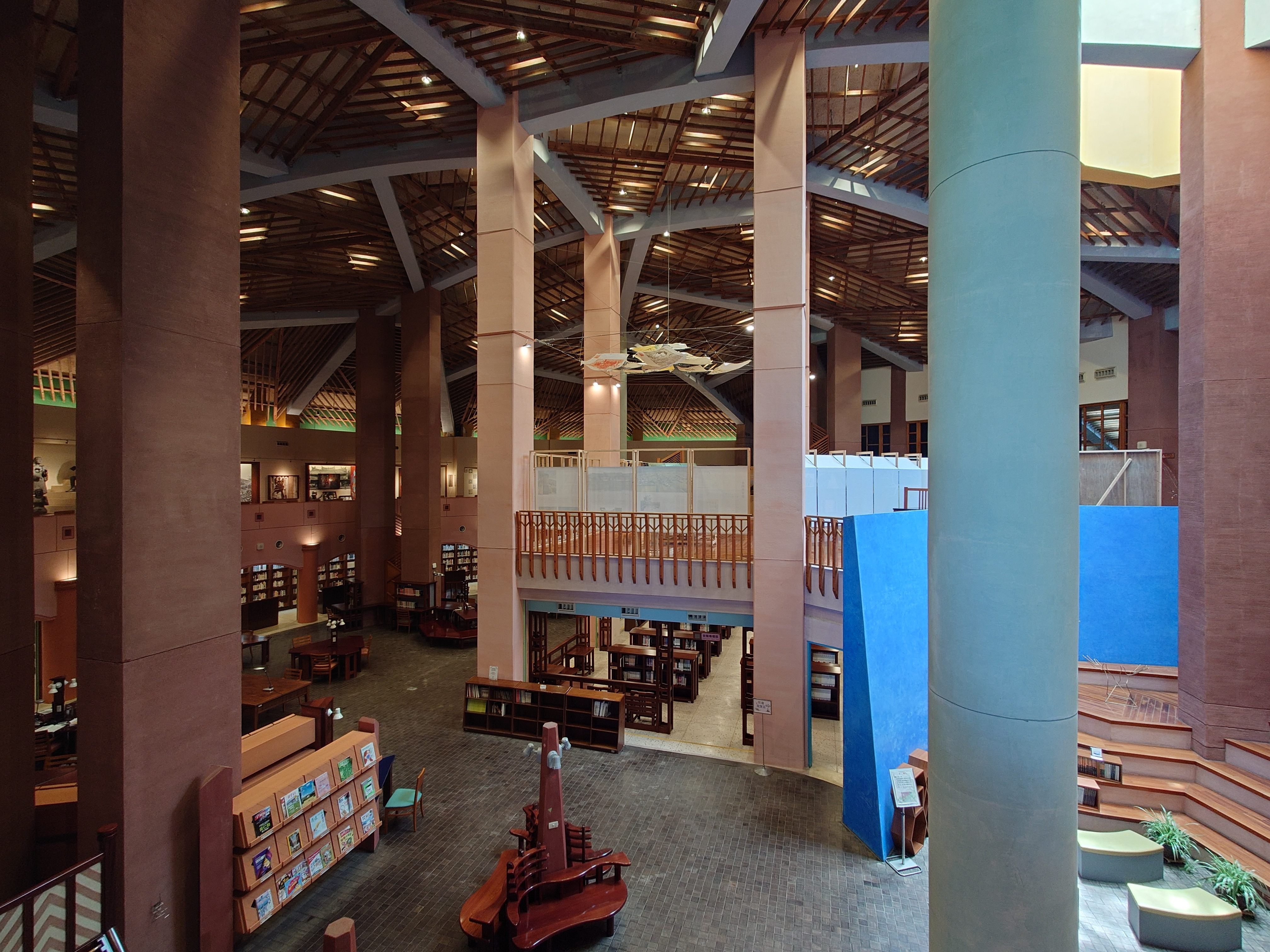
館內閱覽區與展示區

縣史館內分為上下兩層，上層為展示區，下層為閱覽區。展示有常態展覽，也辦過「台灣第一」、「宜蘭第一」、記錄宜蘭女性活動史料影像文物的「阿嬤故事館」、「新移民女性特展」、中央廣播電臺「聽‧台灣之音」聲音史料等多項特展。縣史館並參與紀錄宜蘭縣的重要事件。下層典藏與宜蘭有關的論文與期刊資料、文獻手稿、古文書、宜蘭居民家族譜系、地圖等館史資料，是研究宜蘭的第一手史料，並建置數位典藏資料庫供社會大眾與研究者使用。
縣史館也出版宜蘭口述歷史與紀錄。縣史館志工、日文宜蘭文獻翻譯計畫、各類出版品等也多次榮獲國史館臺灣文獻館傑出文獻推廣與出版書刊等獎項。由於宜蘭與日本、琉球的歷史關係密切，常有日本學者、作家造訪。
2011年接任館長的廖英杰希望縣史館朝數位博物館、專業圖書館方向發展，不只是典藏文物，還要研究展示，加強與學校合作，透過校外教學讓老師與學生認識、親近縣史館。

## 雪谷紀念園區
宜蘭縣政府以臺灣民主運動先驅蔣渭水的字「雪谷」將縣史館前方有山有水的綠地命名為「雪谷紀念園區」，作為國人瞭解蔣渭水行誼及臺灣近代史發展的專屬空間。

## 捐贈史料
天主教靈醫會義大利籍神父秘克琳在宜蘭傳教近半世紀，長年在臺灣耕耘藝術與文化，創辦蘭陽青年會與蘭陽舞蹈團，蘭陽舞蹈團更是全球首支在教宗前獻藝的表演團體。他於2013年把近50年來寫過的文字資料、拍下的影音、演出海報與照片等珍貴史料，全數捐給宜蘭縣政府，留存於宜蘭縣史館。